# Neochera
Neochera är ett släkte av fjärilar. Neochera ingår i familjen nattflyn.

## Bildgalleri

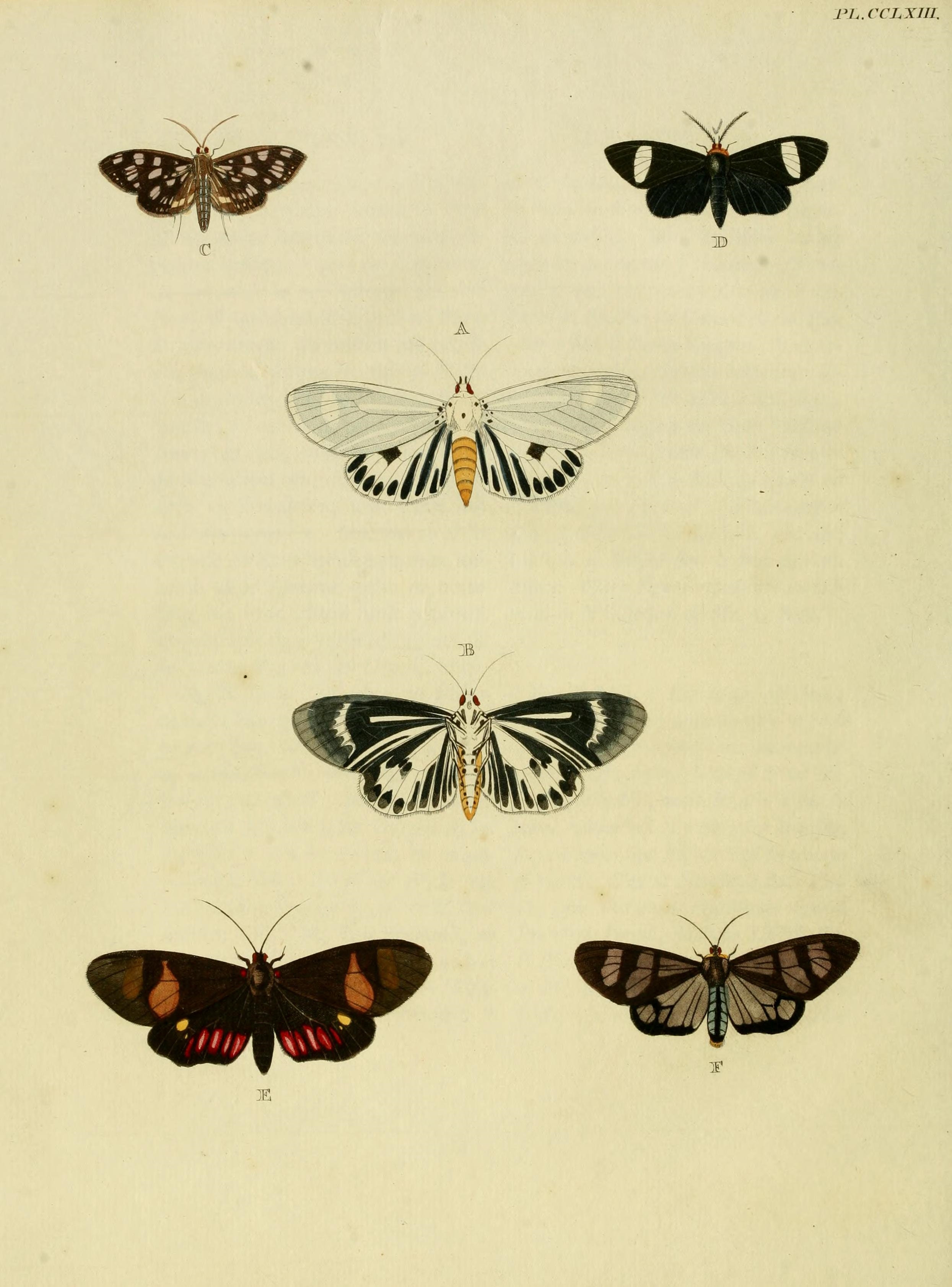
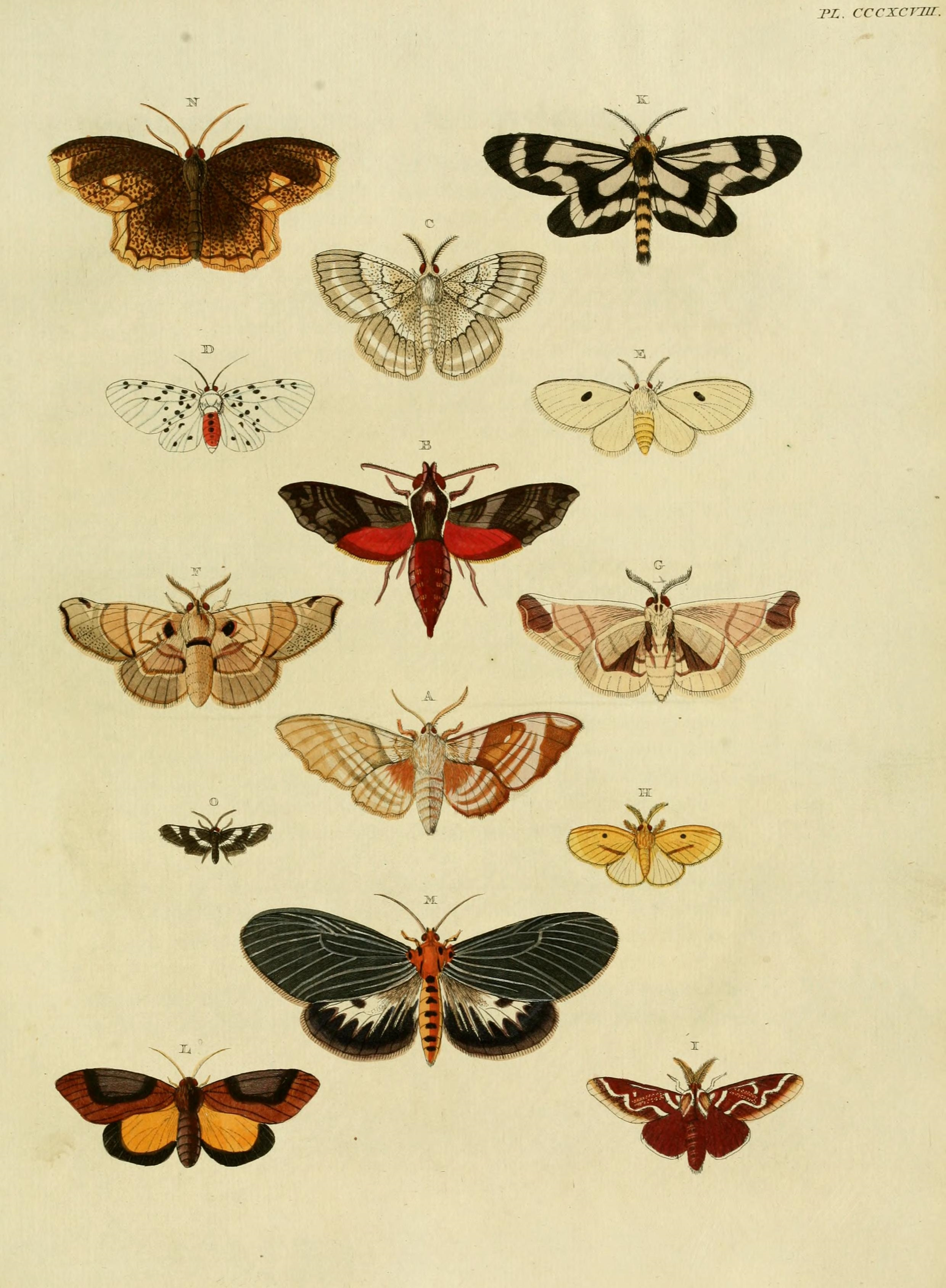

## Dottertaxa tillNeochera, i alfabetisk ordning[1]
- Neochera affinis
- Neochera basilissa
- Neochera bhawana
- Neochera butleri
- Neochera chione
- Neochera cinerascens
- Neochera contraria
- Neochera dominia
- Neochera echione
- Neochera eugenia
- Neochera fumosa
- Neochera fuscipennis
- Neochera heliconides
- Neochera herpa
- Neochera inops
- Neochera javana
- Neochera marmorea
- Neochera papuana
- Neochera privata
- Neochera proxima
- Neochera stibostechia
- Neochera tennimargo
- Neochera unita
- Neochera zaria
- Neochera zunitida